# سيتلالاتوناك
سيتلالاتوناك (بالإنجليزية: Citlalatonac)‏ هو الرب الأزتيكي الخالق. وقد خلق مع زوجته سيتلالكيو نجوم المساء. يرتبط هذا الزوج من الآلهة في بعض الأحيان مع الزوج الأول من البشر، ناتا ونينا Nata وNena. اسمه يعني «نجمة متوهجة».